# 就職戦術
『就職戦術』(しゅうしょくせんじゅつ The Go Getter) は、1937年のアメリカ合衆国の恋愛映画。
バスビー・バークレーが監督し、ジョージ・ブレント、アニタ・ルイーズ、チャールズ・ウィニンガーが主演した。コスモポリタン・プロダクションが制作し、ワーナー・ブラザースが公開した。
兵役免除となったアメリカ海軍の退役軍人が製材業で成功するストーリー。

## あらすじ
アメリカ海軍の硬式飛行船メイコンが嵐で水面に墜落した時、操舵手のビル・オースティン(ジョージ・ブレント)は艦長と共に他の乗員たちが無事に逃げるまで留まる。ビルはこの事故で片足を失い、退役する。
ビルは職を探すが、サンフランシスコでは求職が少ない。ロイド・スキナー(ジョン・エルドリッジ)が操業する材木会社に職を求めに行き、スキナーとマーガレット・リックス(アニタ・ルイーズ)の間を邪魔してしまい、スキナーはビルを追い出す。同じ建物にある海運会社の社長マット・ピーズリー(ウィラード・ロバートソン)には丁寧ではあったが同様に断られる。ビルは両社の創業者で退職したキャピー・リックス(チャールズ・ウィニンガー)を探し出す。
受付で待機中、ビルはマーガレットと再会する。ビルはマーガレットも就職の面接に来ている仲間だと思い、キャピーの一人娘だと知らずにデートに誘う。マーガレットは父にビルに機会を与えてくれるよう頼む。自身が立ち上げた企業のスキナーとピーズリーの操業に不満があるキャピーは2人を辞めさせたいと思っている。キャピーとスキナーはビルに難題を与える。何年も前にキャピーが義理で仕入れた買い手のない50万フィートのカナダトウヒの売却を命じられる。ビルは西部に一度出張に行っただけでこれら全てを売りさばいただけでなく、在庫以上の木材の注文を受け、キャピーはビルにシアトルにいる手ごわい競合相手から不足分の買い付けに行かせる。
一方でビルとマーガレットは恋に落ちる。出張の際、ビルは婚約指輪を購入する。ビルはキャピーに婚約の許可を尋ねるが、男やもめのキャピーはマーガレットを手放したくないため固辞する。キャピーとスキナーは、スキナーを含む誰も成し遂げられなかった「青い花瓶」でビルを試す。キャピーはビルに電話で、気に入った青い花瓶があるのだが買う時間がなかったとして、なんとかして購入し8時までに駅に持ってくるよう告げる。キャピーとスキナーは妨害を講じるが、ビルはマーガレットの指輪を質入れし1,000ドルの花瓶を購入し、海軍時代のパイロットの友人に助けを求め汽車に追い付く。キャピーは感動し、上海支社長の職を与える。
ビルがマーガレットにプロポーズし、マーガレットは上海に同行しようとするため、キャピーはビルを全力で引き留めようとする。キャピーはビルが乗る船の客室を全て買い占めるが、ビルとマーガレットは船に忍び込む。他方でキャピーの社員たちはストライキをし、信頼するビルとのみ交渉すると語る。キャピーはビルに電報を送る。ビルは引き返そうとするが、船長は断り、ビルは船外に飛び降りる。マーガレットはビルを追い、船長は救命ボートを投げ込む。キャピーは近づいてくる2人を見つける。
ビルとの交渉によりストライキは終わり、キャピーは代わりにスキナーを上海に送る。キャピーの願いにより、2人はキャピーの豪邸に同居する。

## キャスト
- ビル・オースティン：ジョージ・ブレント
- マーガレット・リックス：アニタ・ルイーズ
- キャピー・リックス：チャールズ・ウィニンガー
- ロイド・スキナー：ジョン・エルドリッジ
- ティスデイル艦長：ヘンリー・オニール
- カール・ストーン：ジョセフ・クレハン
- ルース：ゴードン・オリバー
- ボブ・ブレア：エディ・エイカフ
- マット・ピーズリー：ウィラード・ロバートソン
- ブラウン：ピエール・ワトキン
- ジョーン・ヴァレリー(ヘレン・ヴァルキス)：スキナーの事務員
- レスター：ハーバート・ローリンソン
- 名刺印刷屋：ジョージ・チャンドラー
- ルース夫人：ヘレン・ロウエル
- MMバーカー：ハリー・ベレスフォード
- キャピー・リックスの事務員：ミネルヴァ・ウレカル
- ブレア夫人：メアリー・トリーン